# Emilio Bottecchia
Emilio Bottecchia, né le 25 décembre 1933 à San Martino di Colle Umberto en Vénétie, est un coureur cycliste italien, professionnel de 1956 à 1961. 

## Palmarès
- 1957
  - Grand Prix Sant Arcangelo
  - 2e du Tour de Toscane

## Résultats sur les grands tours

### Tour de France
- 1958 : 38e

### Tour d'Italie
3 participations
- 1957 : 54e
- 1958 : abandon
- 1959 : 81e

### Tour d'Espagne
- 1958 : abandon